# The World's Best Chefs
The World's Best Chefs és una sèrie de televisió produïda per Minoria Absoluta i Visual 13 per a la cadena estatunidenca Fox Broadcasting Company que tracta sobre els millors cuiners del món, dividida en dotze capítols de vint minuts de durada cadascun. S'estrenarà el proper 20 d'octubre de 2014 al canal Fox Life, i es preveu que estarà disponible en diverses plataformes de televisió de pagament espanyoles el mateix mes. Entre els cuiners que apareixen sumen 29 estrelles Michelin en els seus restaurants principals. El projecte es va ser presentat per Francesc Escribano el 2 de setembre a l'Antiga Fàbrica Damm a Barcelona. La producció s'emetrà també a Llatinoamèrica, Europa i Àsia.
Els cuiners elegits per a la primera temporada són: Joan Roca i Fontané, Andoni Luis Aduriz, Michel i Sébastien Bras, Gastón Acurio, Massimo Bottura, Grant Achatz, Alex Atala, Michel Guérard, Daniel Humm, José Andrés, Juan Mari Arzak i Ferran Adrià.